# Styrbord

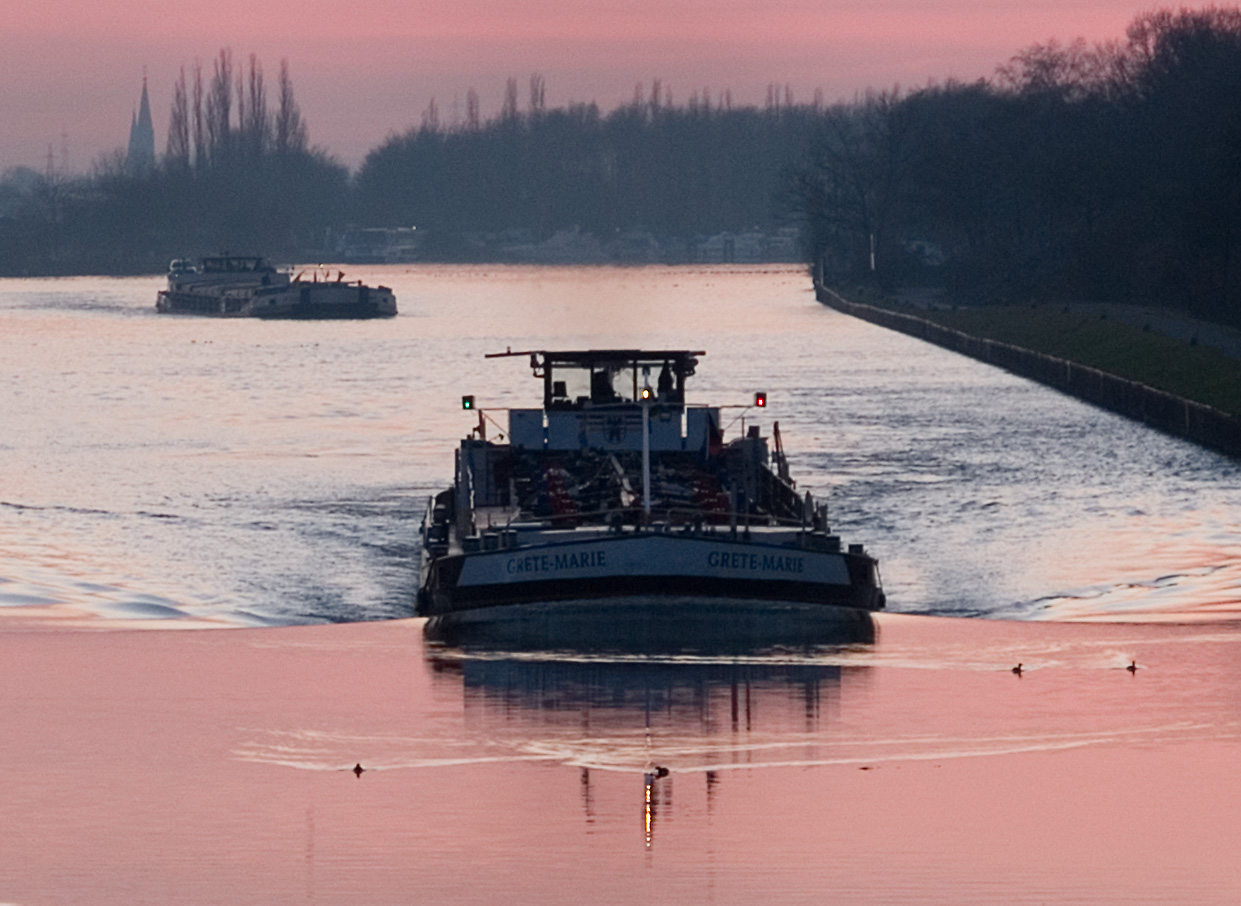
Motorfartyg med navigationsljus, grönt på styrbord sida.

Styrbord är den högra sidan av ett fartyg eller flygplan ifrån aktern sett. Styrbordssidan har grön lanterna. Namnet kommer, enligt gängse historieskrivning, av att forntida skepp styrdes med en styråra som traditionellt placerades på högersidan, antagligen bottnande i det faktum att de flesta styrmän var högerhänta. Inom flyget har man adapterat dessa termer från sjöfarten. Dock sitter en flygkapten på trafikflyg alltid på babords sida och styrmannen på just styrbordssida i förarkabinen.